# Anauxesida amaniensis
Anauxesida amaniensis är en skalbaggsart som beskrevs av Stefan von Breuning 1965. Anauxesida amaniensis ingår i släktet Anauxesida och familjen långhorningar. Inga underarter finns listade i Catalogue of Life.